# Потоцкий, Юзеф Станислав
Юзеф Станислав Потоцкий (умер в 1722) — польский шляхтич, военный и государственный деятель Речи Посполитой.
Представитель польского магнатского рода Потоцких герба «Пилява».

## Биография
Старший каштеляна каменецкого Павла Потоцкого (ум. 1674) от первого брака с Эльжбетой Ярмолинской. Сводный брат примаса Польши Теодора Анджея Потоцкого.
Ребенком Юзеф Станислав вместе со своим отцом Павлом Потоцким попал в московский плен в Чорткове осенью 1655 года. Опеку над его имением взял его дядя Ян Потоцкий, получивший в марте 1664 года разрешение польского короля. В 1668 году Юзеф Станислав вместе с отцом был освобожден из плена и вернулся на родину.
3 декабря 1680 года шляхта на сеймике в Прошовицах наградила его вместе с братьями, передала под опеку королю из-за потери семейного имения Чорткова в 1671 году. На сейме 1683 года он вместе со сводными братьями получил 4 тысячи злотых из казны за потерю своих родовых поместий. Сейм 1690 года подтвердил выплату ему и его братьям суммы (6666 злотых) за утрату имений (освобожденных от турок в 1684 году Чорткова, Язловца и Ягельницы). В 1691 году Юзеф Станислав получил из государственной казны компенсации.
Во главе панцирной хоругви (100 всадников) Юзеф Станислав Потоцкий в 1683 году участвовал в Венской битве. В 1685 году он участвовал в молдавской экспедиции, в 1686 году во главе своей хоругви находился в составе полка каштеляна краковского Анджея Потоцкого. В 1691 году он участвовал в последнем молдавском походе короля Яна III Собеского.
Многие годы употреблял только имя Станислав. В 1692 году он получил должность каштеляна каменецкого. По описи королевской армии, его хоругвь (100 чел.) входила в состав полка воеводы краковского, гетмана польного коронного Феликса Казимира Потоцкого. Во время дислокации войска зимой 1701—1702 года его хоругвь находилась в Бильче над Днестром (теперь Бильче-Золотое). 12 декабря Юзеф Станислав Потоцкий участвовал в Подольском сеймике, который поручил ему быть послом к воеводе киевскому Юзефу Потоцкому. 23 октября 1714 года он был назначен каштеляном киевским. В 1718 году Юзеф Станислав стал сенатором-резидентом.
В течение 3-х лет имение Чернелица находилась в его подчинении, а в 1697 году он отказался от имения в пользу Михаила Потоцкого.
Скончался в Лидзбарке 27 февраля 1722 года, был похоронен 9 марта 1722 года в костёле бернардинцев в Шпрингборне (сейчас — Сточек Варминский).

## Семья и дети
1-я жена — Сюзанна Щавинская, дочь воеводы иновроцлавского Павла Щавинского. Дети:
- Якуб (умер в 1725), ксендз, кустош сандомирский, канцлер варминский
- Катарина, сакраментка в Варшаве

2-я жена — Элеонора Рей, дочь мечника хелмского Богуслава Рея. Дети:
- Ян (умер в 1744), староста смотрицкий, каштелян брацлавский (с 1729)
- Михаил Францишек (ум. 1753/1760), староста теребовельский, чигиринский.